# ウォルター・ライト

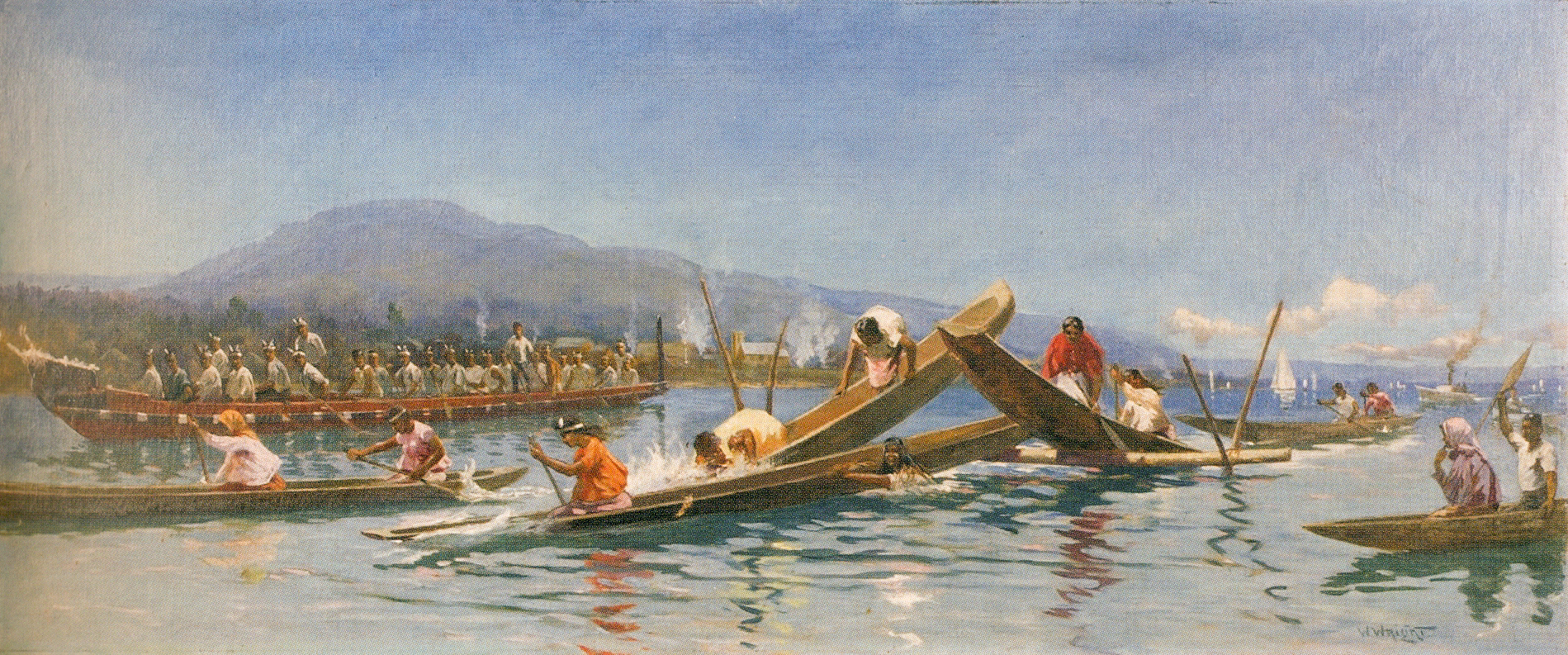
ウォルター・ライト作「マオリのカヌーレース」

ウォルター・ライト（Walter Wright、 1866年 - 1933年1月9日）はイギリス生まれで、11歳の時ニュージーランドに家族と移住した画家である。ニュージーランドの風景やマオリ人の生活を描いたことなどで知られている。

## 略歴
イングランドの中部のノッティンガムで生まれた 。父親は地元のレース産業のデザイナーであったがウォルターが幼いころに亡くなった 。11歳の時、母親と兄とともにニュージーランドに移住し、オークランドに住んだ。兄弟は家具工場で働き、兄は運搬係を務め、ウォルターは家具職人として働いた。画家を目指し1888年からオークランド美術協会（Auckland Society of Arts）の展覧会に出展を始めた 。兄も画家になり、共同でオークランドにスタジオを開き美術教師としても働いた。ライトに学んだ画家にはエドウィン・バートリー（Edwin Bartley: 1873-1945）やエマ・マリア・ウォーランド（Emma Maria Walrond:  1859-1943）らがいた。
初め兄弟、オークランド・マールスティック・クラブ（Auckland's Mahlstick Club）という地元の美術協会に入会し写生旅行や展覧会に参加した。兄弟は1890年にオークランド芸術協会に出展した作品で高い評価を受けた。ウォルター・ライトは宝くじの当選金と兄からの経済的支援を受けて、1894年から1897年までイギリスに滞在し、ロンドンのトマス・ヘザリーの美術学校（Heatherley School of Fine Art）で修行した。1901年にニュージーランドで結婚した後、妻と再びイギリスに渡り、19世紀末に多くの画家が集まったコーンウォールの漁村ニューリンで「ニューリン派」の画家と活動し、スタンホープ・フォーブス（1857-1947）から指導を受けた。
ニュージーランドに帰国後、兄とニュージーランド各地を何度か旅し、作品のモチーフとなる場所を探し、オークランドの西海岸やニュージーランド北島の丘陵地テ・ウレウェラなどの風景を描いた最初の画家になった。1908年に2人は文筆家のウィリアム・ペンバー・リーブス（William Pember Reeves）の著書の挿絵を描いた。
ウォルター・ライトは油彩画と水彩画の両方を描き、海洋画や風俗画を主に描き、マオリ族の日常生活のシーンも描いた。ウェリントン港を描いた作品もあり、代表作には、1809年に起きたイギリス船ボイド号をマオリ族が攻撃し船員が殺された場面を描いた『ボイド号の炎上』（1908年）という作品がある。この絵画はボイド号の虐殺事件（Boyd massacre）の100周年を記念して制作され、現在オークランド美術館が所蔵している
。ライトのマオリ人を描いた作品みはマオリの人々を平和を愛する素朴な人々として描いているものが多い。
1923年に兄が亡くなった後、ライトは創作活動から遠ざかり、1925年にオークランド芸術協会で最後の絵画展を開いた。視力の衰えが彼の芸術活動を妨げた。1933年にオークランドで亡くなった。
1954年から1955年の間、ライトと兄の回顧展がオークランド美術館で開かれた。

## 作品

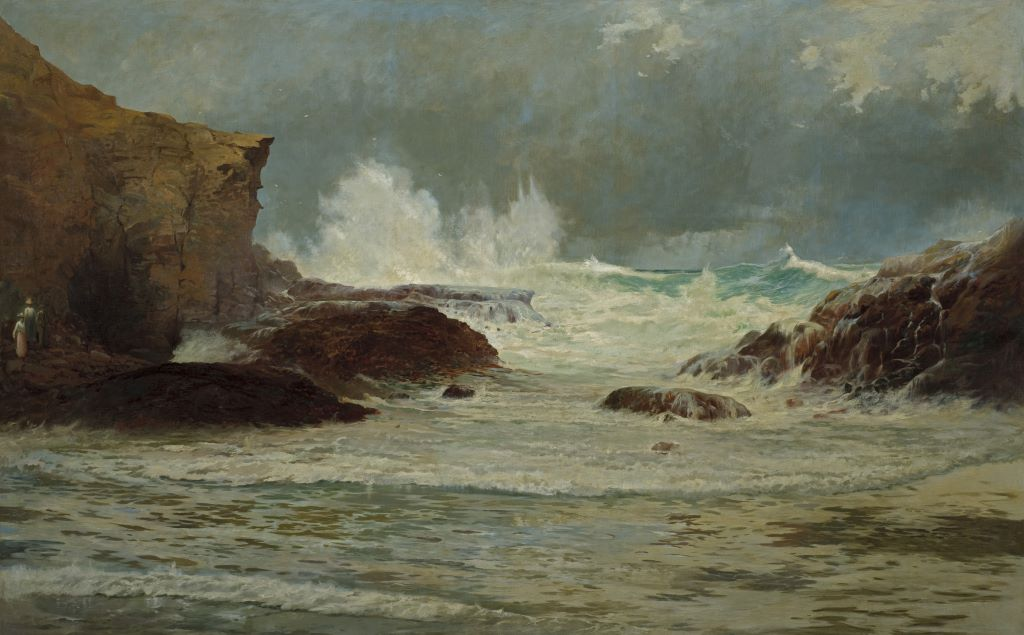
ピハの海岸風景 (1904) オークランド美術館
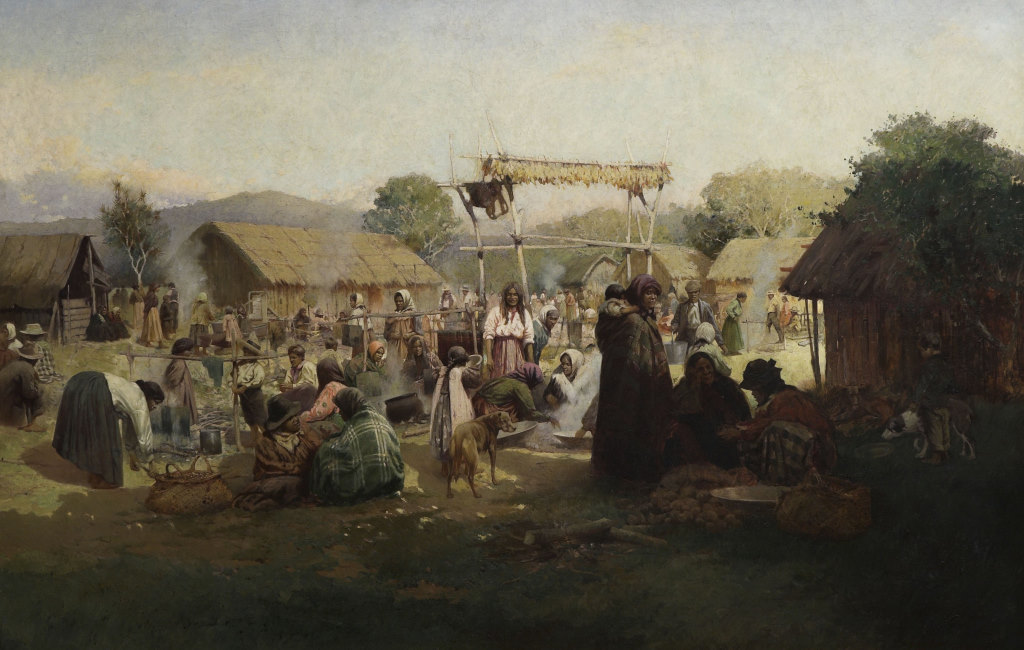
マオリ人の集会 (1912) オークランド美術館
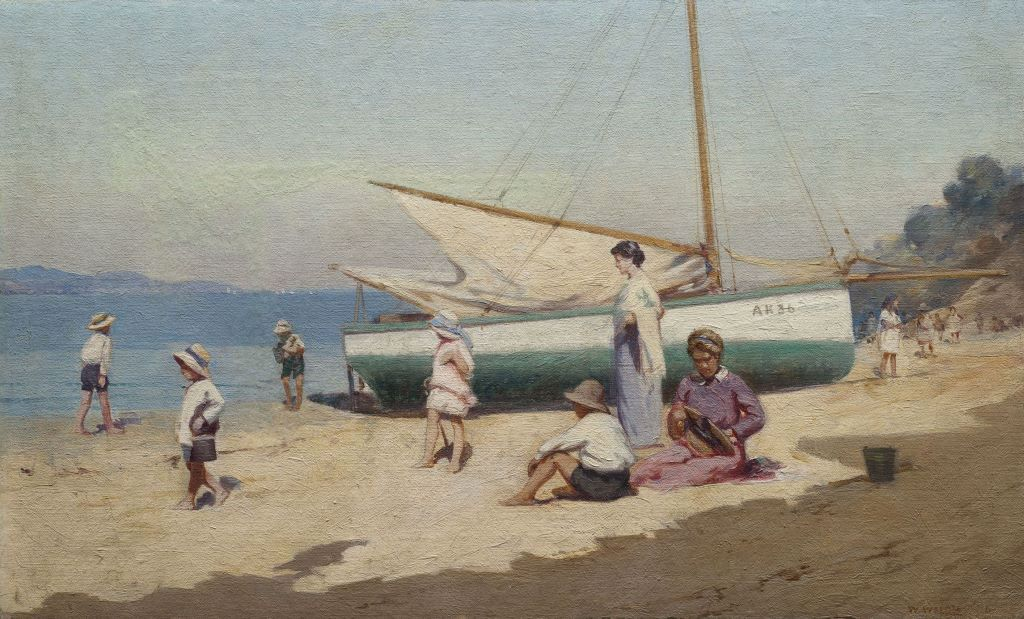
Shelly Beach (1916) オークランド美術館